# El inductor (novela)
La novela El inductor, escrita por el escritor británico Lee Child, es el séptimo libro de las series de Jack Reacher. Fue publicado en España por Ediciones B en 2004 con traducción a cargo de Juan Soler. Se publicó con una nueva traducción de Víctor Manuel García de Isusi en 2019 a través de la colección Serie Negra del sello RBA con el título de Ajuste de cuentas.
La tercera temporada de la serie de televisión Reacher está basada en esta novela.

## Sinopsis
Clandestino: sin duda la situación más solitaria y vulnerable para trabajar. Sin embargo, Jack Reacher está dispuesto a actuar en esas condiciones cuando un equipo extraoficial de la DEA le propone una misión de alto riesgo: averiguar el paradero de una de sus agentes que ha desaparecido mientras estaba infiltrada en una organización criminal. Para ello deberá ganarse la confianza del que parece ser el jefe de la banda, un padre de familia que vive en una apartada mansión de la costa de Maine, pero una vez allí Reacher descubrirá que la realidad es mucho más complicada. 
Reputado por su destreza e inteligencia y la experiencia adquirida durante sus años como policía militar, Reacher trabaja ahora gratis, aceptando casos que la mayoría rechazan.